# جزيرة ماتاه
جزيرة ماتاه وهي جزيرة من جزر إندونيسيا، وتقع في إقليم كالمنتان الشرقية.